# Johann Friedrich Danneil
Johann Friedrich Danneil, en fait Johann Friedrich Dannehl (né le 18 mars 1783 à Kalbe et mort le 20 janvier 1868 à Salzwedel) est un préhistorien, historien et enseignant prussien.
Il est considéré comme l'un des fondateurs du système à trois périodes, une subdivision ancienne de la Préhistoire. Au début du XIXe siècle, des tentatives sont faites du côté allemand pour contester la priorité du danois Christian Jürgensen Thomsen en la matière. En plus de Georg Christian Friedrich Lisch, Danneil est parfois identifié comme le véritable fondateur du système, puisque sa proposition est basée sur ses propres résultats de fouilles.

## Biographie
Ses parents sont le maître verrier Johann Friedrich Danehl (1753-1834) et sa femme Engel Maria Wille (morte en 1805), tous deux issus de familles paysannes de l'Altmark.
En 1803, il étudie à l'université de Halle et assiste à des cours théologiques, philologiques et philosophiques. En raison de ses solides compétences pédagogiques, on lui déconseille une carrière théologique. Avant même ses études, il travaille comme enseignant. En 1804, il est nommé professeur au lycée de Salzwedel, en 1807 Subcondirektor et en 1819 directeur de cette école.
Danneil s'est marié deux fois. En 1808, il se marie avec Dorothea Wolterstorff (morte en 1823), fille de Christian Wolterstorff, recteur et curé de Salzwedel. Après la mort de sa première femme, il se marie en 1823 avec Wilhelmine von Voß († 1859), une fille du directeur du tribunal de district von Voß de Salzwedel. Il a 14 enfants au total. Danneil décède en 1868 à l'âge de 84 ans.

## Travaux
Vers 1820, Danneil entreprend les premières fouilles archéologiques dans l'Altmark. Il introduit des innovations révolutionnaires dans ses recherches sur les objets préhistoriques. Il est le premier à différencier les « tombes de dolmen (de) », les « tombes coniques (de) » et les « tombes plates (de) ». Il envisage l'inhumation ultérieure (de), est le premier à souligner l'importance d'une découverte cohérente (de) et entreprend des attributions ethniques des découvertes archéologiques. En 1835, il publie le Generalbericht über Ausgrabungen in der Ungegend von Salzwedel, dans lequel il distingue l'Âge de la pierre, l'Âge du bronze et l'Âge du fer. L'œuvre de Danneil n'a pas de suite directe au XIXe siècle. Lui-même finit par se détourner de l'archéologie.
Danneil acquit une importance régionale particulière pour sa patrie, l'Altmark, en 1836 en fondant l'Association d'Altmark pour l'histoire et l'industrie de la patrie (de), qu'il dirige en tant que secrétaire (directeur général) jusqu'à ce que les activités soient interrompues en 1848 - au cours des événements révolutionnaires. Le président de l'association est l'administrateur de l'arrondissement de Salzwedel Wilhelm von der Schulenburg, qui est l'un des successeurs de l'administrateur Johann Ludwig von Westphalen, beau-père de Karl Marx, à Salzwedel. En 1857, Danneil réactive l'association et nomme le pharmacien et chercheur local Theodor Zechlin (de) comme son successeur, dont le petit-fils est l'historien Egmont Zechlin (de). Theodor Zechlin et son fils Konrad Zechlin (de) poursuivent les activités archéologiques et d'histoire locale de Danneil.

## Publications (sélection)
- Kirchengeschichte der Stadt Salzwedel, mit einem Urkundenbuch, C. A. Schwetschke und Sohn, Halle 1842, (lire en ligne)
- Das Geschlecht der von der Schulenburg, 3 volumes, in Commission par J. D. Schmidt, Salzwedel 1847, (lire en ligne vol. 1, vol. 2, arbres généalogiques)
- Wörterbuch der altmärkisch-plattdeutschen Mundart, in Commission par J. D. Schmidt, Salzwedel 1859, (lire en ligne, texte en ligne)

## Divers
Le musée Johann-Friedrich-Danneil (de) de Salzwedel présente principalement de nombreuses pièces préhistoriques. Il a ouvert le 28 septembre 1932.